# Бещад, Северин
Северин Бещад (пол. Seweryn Bieszczad; 18 ноября 1852, Ясло — 17 июня 1923, Кросно) — польский художник.

## Биография
Первые уроки живописи получил у своего отца-художника. В 1868—1876 годах обучался в Школе изящных искусств в Кракове. Ученик Владислава Лущкевича, позже — Яна Матейко, посещал занятия Феликса Шиналевского и Леона Дембовского.
В качестве стипендиата краковской Школы изящных искусств был направлен для совершенствования мастерства в академию художеств в Мюнхен, где занимался под руководством профессора А. Вагнера. Затем стажировался в Дрездене.
В 1891 вернулся на родину и поселился в Кросно, где прожил до конца жизни.

## Творчество
Северин Бещад — художник-реалист. Автор пейзажей, жанровых картин, портретов. Талантливый акварелист.

## Избранные произведения
- Летний пейзаж
- Сельский пейзаж
- Офицер кавалерии
- Краковская пара
- В корчме
- На торге и др.

## Галерея
|  |  |  |  |  |